# Rallycross di Germania

Mappa del circuito dell'Estering, sede abituale della competizione dal 1973 al 2018

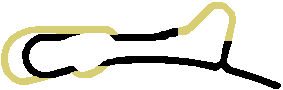
Mappa del tracciato da rallycross ricavato all'interno del Nürburgring Gp-Strecke, che ospita la gara dal 2021

Il Rallycross di Germania (ufficialmente denominato Rallycross of Germany), è una prova di rallycross che si svolge in Germania dal 1973 sul circuito dell'Estering a Buxtehude. La competizione è sede consueta di una prova del campionato europeo rallycross, chiamata Euro RX of Germany e dal 2014 anche del campionato del mondo rallycross, denominata World RX of Germany. Nel 2021 l'evento è stato spostato sul circuito del Nürburgring.

## Sedi
| Nº edizioni | Località  | Circuito    | Validità                                     | Prima edizione | Ultima edizione |
| ----------- | --------- | ----------- | -------------------------------------------- | -------------- | --------------- |
| 45          | Buxtehude | Estering    | Embassy/ERA (3), Euro RX (42), World RX (5). | 1973           | 2019            |
| 1           | Nürburg   | Nürburgring | Euro RX (1), World RX (1)                    | 2021           |                 |

## Edizioni
Vengono indicati soltanto i vincitori nella massima categoria: RX1e (dal 2022), RX1 (nel 2021), Supercar (dal 2011 al 2020), Division 1 (dal 1997 al 2010), Division 2 (dal 1982 al 1996) e TC Division (dal 1978 al 1981).
| Anno | Denominazione                           | Sede          | Validità      | Vincitori                                                      | Auto                                                           | Scuderia                                                       |
| ---- | --------------------------------------- | ------------- | ------------- | -------------------------------------------------------------- | -------------------------------------------------------------- | -------------------------------------------------------------- |
| 1973 | Rallycross of Germany 1973              | Buxtehude     | Embassy/ERA   | Rod Chapman                                                    | Ford Escort RS1600 BDA                                         | nd                                                             |
|      |                                         |               |               |                                                                |                                                                |                                                                |
| 1974 | Rallycross of Germany 1974              | Buxtehude     | Embassy/ERA   | Björn Waldegård                                                | Porsche Carrera RSR                                            | nd                                                             |
|      |                                         |               |               |                                                                |                                                                |                                                                |
| 1975 | Rallycross of Germany 1975              | Buxtehude     | Embassy/ERA   | Cees Teurlings                                                 | VW 1303 S 3.0                                                  | nd                                                             |
|      |                                         |               |               |                                                                |                                                                |                                                                |
| 1976 | Rallycross of Germany 1976              | Buxtehude     | Euro RX - 1   | Wout Couwenberg                                                | Porsche Carrera                                                | nd                                                             |
| 1976 | Rallycross of Germany 1976              | Buxtehude     | Euro RX - 2   | Lars Nyström                                                   | Porsche Carrera                                                | nd                                                             |
|      |                                         |               |               |                                                                |                                                                |                                                                |
| 1977 | Rallycross of Germany 1977              | Buxtehude     | Euro RX       | Herbert Grünsteidl                                             | Alpine-Renault A310 V6                                         | nd                                                             |
|      |                                         |               |               |                                                                |                                                                |                                                                |
| 1978 | Rallycross of Germany 1978              | Buxtehude     | Euro RX       | Stig Emilsson                                                  | VW 1303 S Turbo                                                | nd                                                             |
|      |                                         |               |               |                                                                |                                                                |                                                                |
| 1979 | Rallycross of Germany 1979              | Buxtehude     | Euro RX       | Jan de Rooy                                                    | Ford Escort RS1800 BDA                                         | nd                                                             |
|      |                                         |               |               |                                                                |                                                                |                                                                |
| 1980 | Rallycross of Germany 1980              | Buxtehude     | Euro RX       | Martin Schanche                                                | Ford Escort RS1800 BDA                                         | nd                                                             |
|      |                                         |               |               |                                                                |                                                                |                                                                |
| 1981 | Rallycross of Germany 1981              | Buxtehude     | Euro RX       | Anders Hultqvist                                               | Volvo 343/16                                                   | nd                                                             |
|      |                                         |               |               |                                                                |                                                                |                                                                |
| 1982 | Rallycross of Germany 1982              | Buxtehude     | Euro RX       | Franz Wurz                                                     | Audi quattro                                                   | nd                                                             |
|      |                                         |               |               |                                                                |                                                                |                                                                |
| 1983 | non disputato                           | non disputato | non disputato | non disputato                                                  | non disputato                                                  | non disputato                                                  |
|      |                                         |               |               |                                                                |                                                                |                                                                |
| 1984 | Rallycross of Germany 1984              | Buxtehude     | Euro RX       | Martin Schanche                                                | Ford Escort XR3 T16 4x4                                        | nd                                                             |
|      |                                         |               |               |                                                                |                                                                |                                                                |
| 1985 | Rallycross of Germany 1985              | Buxtehude     | Euro RX       | Martin Schanche                                                | Ford Escort XR3 T16 4x4                                        | nd                                                             |
|      |                                         |               |               |                                                                |                                                                |                                                                |
| 1986 | Rallycross of Germany 1986              | Buxtehude     | Euro RX       | Olle Arnesson                                                  | Audi quattro 20V                                               | nd                                                             |
|      |                                         |               |               |                                                                |                                                                |                                                                |
| 1987 | Rallycross of Germany 1987              | Buxtehude     | Euro RX       | Matti Alamäki                                                  | Lancia Delta S4                                                | nd                                                             |
|      |                                         |               |               |                                                                |                                                                |                                                                |
| 1988 | Rallycross of Germany 1988              | Buxtehude     | Euro RX       | Matti Alamäki                                                  | Peugeot 205 Turbo 16 E2                                        | nd                                                             |
|      |                                         |               |               |                                                                |                                                                |                                                                |
| 1989 | Rallycross of Germany 1989              | Buxtehude     | Euro RX       | Matti Alamäki                                                  | Peugeot 205 Turbo 16 E2                                        | nd                                                             |
|      |                                         |               |               |                                                                |                                                                |                                                                |
| 1990 | Rallycross of Germany 1990              | Buxtehude     | Euro RX       | Martin Schanche                                                | Ford RS200 E2                                                  | nd                                                             |
|      |                                         |               |               |                                                                |                                                                |                                                                |
| 1991 | Rallycross of Germany 1991              | Buxtehude     | Euro RX       | Martin Schanche                                                | Ford RS200 E2                                                  | nd                                                             |
|      |                                         |               |               |                                                                |                                                                |                                                                |
| 1992 | Rallycross of Germany 1992              | Buxtehude     | Euro RX       | Martin Schanche                                                | Ford RS200 E2                                                  | nd                                                             |
|      |                                         |               |               |                                                                |                                                                |                                                                |
| 1993 | Rallycross of Germany 1993              | Buxtehude     | Euro RX       | Per Eklund                                                     | Subaru Legacy T16 4x4                                          | nd                                                             |
|      |                                         |               |               |                                                                |                                                                |                                                                |
| 1994 | Rallycross of Germany 1994              | Buxtehude     | Euro RX       | Jean-Luc Pailler                                               | Citroën Xantia T16 4x4                                         | nd                                                             |
|      |                                         |               |               |                                                                |                                                                |                                                                |
| 1995 | Rallycross of Germany 1995              | Buxtehude     | Euro RX       | Kenneth Hansen                                                 | Citroën ZX T16 4x4                                             | nd                                                             |
|      |                                         |               |               |                                                                |                                                                |                                                                |
| 1996 | Rallycross of Germany 1996              | Buxtehude     | Euro RX       | Kenneth Hansen                                                 | Citroën ZX T16 4x4                                             | nd                                                             |
|      |                                         |               |               |                                                                |                                                                |                                                                |
| 1997 | Rallycross of Germany 1997              | Buxtehude     | Euro RX       | Ludvig Hunsbedt                                                | Ford Escort RS2000 T16 4x4                                     | nd                                                             |
|      |                                         |               |               |                                                                |                                                                |                                                                |
| 1998 | Rallycross of Germany 1998              | Buxtehude     | Euro RX       | Martin Schanche                                                | Ford Escort RS2000 T16 4x4                                     | nd                                                             |
|      |                                         |               |               |                                                                |                                                                |                                                                |
| 1999 | Rallycross of Germany 1999              | Buxtehude     | Euro RX       | Kenneth Hansen                                                 | Citroën Xsara T16 4x4                                          | nd                                                             |
|      |                                         |               |               |                                                                |                                                                |                                                                |
| 2000 | Rallycross of Germany 2000              | Buxtehude     | Euro RX       | Kenneth Hansen                                                 | Citroën Xsara WRC                                              | nd                                                             |
|      |                                         |               |               |                                                                |                                                                |                                                                |
| 2001 | Rallycross of Germany 2001              | Buxtehude     | Euro RX       | Per Eklund                                                     | SAAB 9-3 T16 4x4                                               | nd                                                             |
|      |                                         |               |               |                                                                |                                                                |                                                                |
| 2002 | Rallycross of Germany 2002              | Buxtehude     | Euro RX       | Per Eklund                                                     | SAAB 9-3 T16 4x4                                               | nd                                                             |
|      |                                         |               |               |                                                                |                                                                |                                                                |
| 2003 | Rallycross of Germany 2003              | Buxtehude     | Euro RX       | Kenneth Hansen                                                 | Citroën Xsara T16 4x4                                          | nd                                                             |
|      |                                         |               |               |                                                                |                                                                |                                                                |
| 2004 | Rallycross of Germany 2004              | Buxtehude     | Euro RX       | Kenneth Hansen                                                 | Citroën Xsara T16 4x4                                          | nd                                                             |
|      |                                         |               |               |                                                                |                                                                |                                                                |
| 2005 | Rallycross of Germany 2005              | Buxtehude     | Euro RX       | Sverre Isachsen                                                | Ford Focus T16 4x4                                             | nd                                                             |
|      |                                         |               |               |                                                                |                                                                |                                                                |
| 2006 | Rallycross of Germany 2006              | Buxtehude     | Euro RX       | Sverre Isachsen                                                | Ford Focus T16 4x4                                             | nd                                                             |
|      |                                         |               |               |                                                                |                                                                |                                                                |
| 2007 | non disputato                           | non disputato | non disputato | non disputato                                                  | non disputato                                                  | non disputato                                                  |
|      |                                         |               |               |                                                                |                                                                |                                                                |
| 2008 | Rallycross of Germany 2008              | Buxtehude     | Euro RX       | Andréas Eriksson                                               | Ford Fiesta ST T16 4x4                                         | nd                                                             |
|      |                                         |               |               |                                                                |                                                                |                                                                |
| 2009 | Rallycross of Germany 2009              | Buxtehude     | Euro RX       | Sverre Isachsen                                                | Ford Focus ST T16 4x4                                          | nd                                                             |
|      |                                         |               |               |                                                                |                                                                |                                                                |
| 2010 | Rallycross of Germany 2010              | Buxtehude     | Euro RX       | Sverre Isachsen                                                | Ford Focus ST T16 4x4                                          | nd                                                             |
|      |                                         |               |               |                                                                |                                                                |                                                                |
| 2011 | non disputato                           | non disputato | non disputato | non disputato                                                  | non disputato                                                  | non disputato                                                  |
|      |                                         |               |               |                                                                |                                                                |                                                                |
| 2012 | Rallycross of Germany 2012              | Buxtehude     | Euro RX       | Liam Doran                                                     | Citroën DS3 T16 4x4                                            | nd                                                             |
|      |                                         |               |               |                                                                |                                                                |                                                                |
| 2013 | Rallycross of Germany 2013              | Buxtehude     | Euro RX       | Alexander Hvaal                                                | Citroën DS3                                                    | nd                                                             |
|      |                                         |               |               |                                                                |                                                                |                                                                |
| 2014 | red kiwi Rallycross of Germany 2014     | Buxtehude     | World RX      | Petter Solberg                                                 | Citroën DS3                                                    | PS 110% AB                                                     |
| 2014 | red kiwi Rallycross of Germany 2014     | Buxtehude     | Euro RX       | Mattias Ekström                                                | Audi S1                                                        | EKS                                                            |
|      |                                         |               |               |                                                                |                                                                |                                                                |
| 2015 | ALL-INKL.COM Rallycross of Germany 2015 | Buxtehude     | World RX      | Davy Jeanney                                                   | Peugeot 208                                                    | Team Peugeot Hansen                                            |
| 2015 | ALL-INKL.COM Rallycross of Germany 2015 | Buxtehude     | Euro RX       | Tommy Rustad                                                   | VW Polo                                                        | HTB-Marklund Motorsport                                        |
|      |                                         |               |               |                                                                |                                                                |                                                                |
| 2016 | ALL-INKL.COM Rallycross of Germany 2016 | Buxtehude     | World RX      | Kevin Eriksson                                                 | Ford Fiesta MK6                                                | Olsbergs MSE                                                   |
| 2016 | ALL-INKL.COM Rallycross of Germany 2016 | Buxtehude     | Euro RX       | Gara valida soltanto per le categorie Touring Car e Super1600. | Gara valida soltanto per le categorie Touring Car e Super1600. | Gara valida soltanto per le categorie Touring Car e Super1600. |
|      |                                         |               |               |                                                                |                                                                |                                                                |
| 2017 | Rallycross of Germany 2017              | Buxtehude     | World RX      | Mattias Ekström                                                | Audi S1                                                        | EKS                                                            |
| 2017 | Rallycross of Germany 2017              | Buxtehude     | Euro RX       | Gara valida soltanto per le categorie Touring Car e Super1600. | Gara valida soltanto per le categorie Touring Car e Super1600. | Gara valida soltanto per le categorie Touring Car e Super1600. |
|      |                                         |               |               |                                                                |                                                                |                                                                |
| 2018 | Rallycross of Germany 2018              | Buxtehude     | World RX      | Johan Kristoffersson                                           | VW Polo R                                                      | PSRX Volkswagen Sweden                                         |
| 2018 | Rallycross of Germany 2018              | Buxtehude     | Euro RX       | Gara valida soltanto per la categoria Super1600.               | Gara valida soltanto per la categoria Super1600.               | Gara valida soltanto per la categoria Super1600.               |
|      |                                         |               |               |                                                                |                                                                |                                                                |
| 2019 | non disputato                           | non disputato | non disputato | non disputato                                                  | non disputato                                                  | non disputato                                                  |
|      |                                         |               |               |                                                                |                                                                |                                                                |
| 2020 | Rallycross of Germany 2020              | Nürburg       | World RX      | Evento cancellato a causa della pandemia di COVID-19.          | Evento cancellato a causa della pandemia di COVID-19.          | Evento cancellato a causa della pandemia di COVID-19.          |
| 2020 | Rallycross of Germany 2020              | Nürburg       | Euro RX       | Evento cancellato a causa della pandemia di COVID-19.          | Evento cancellato a causa della pandemia di COVID-19.          | Evento cancellato a causa della pandemia di COVID-19.          |
|      |                                         |               |               |                                                                |                                                                |                                                                |
| 2021 | FIA Rallycross of Germany 2021          | Nürburg       | World RX - 1  | Johan Kristoffersson                                           | Audi S1                                                        | KYB EKS JC                                                     |
| 2021 | FIA Rallycross of Germany 2021          | Nürburg       | World RX - 2  | Niclas Grönholm                                                | Hyundai i20                                                    | GRX-Set World RX Team                                          |